# Qods Mohajer-6
Qods Mohajer-6, або Мохаджер-6 (перс. پهپاد مهاجر-6) — безпілотний літальний апарат розвідки, спостереження, захоплення цілей і рекогностування, здатний нести корисне навантаження мультиспектрального спостереження та/або до чотирьох високоточних боєприпасів.
Станом на лютий 2018 року для Сухопутних військ Корпусу вартових Ісламської революції було виготовлено 10 одиниць, а ще 40 планується виробити для Військово-морських сил Корпусу вартових Ісламської революції.
«Mohajer-6» доповнює більший БпЛА Shahed 129, яким володіє третій вид сил Корпусу вартових Ісламської революції — Повітряно-космічні сили. Три «Mohajer-6» також були передані Сухопутним військам армії Ісламської Республіки Іран.
Серійне виробництво «Mohajer-6» розпочато в лютому 2018 року. Як і інші зразки серії Mohajer, Mohajer-6 виготовлений з композитних матеріалів.

## Будова

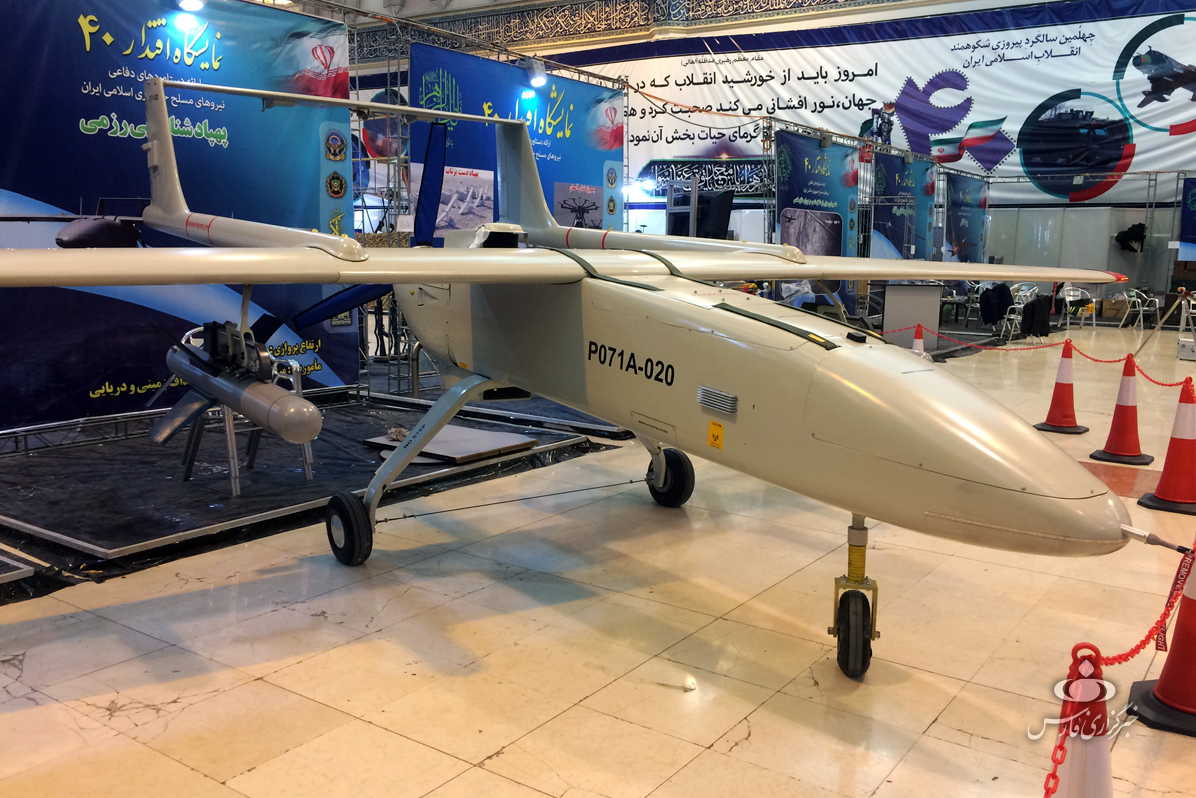
Mohajer-6 з бомбою Qaem під крилом

«Mohajer-6» має прямокутний фюзеляж, загострену носову частину, подвійну хвостову балку, горизонтальний стабілізатор, встановлений угорі, кінцівки крил без скосу, високо розташовані прямі крила в задній частині корпусу, а також повітрозабірники у верхній і нижній частині двигуна. «Mohajer-6» управляється двома рулями висоти на горизонтальному стабілізаторі, рулями на вертикальних стабілізаторах і двома закрилками на крилах. На відміну від інших варіантів Mohajer, він має трилопатевий пропелер. «Mohajer-6» має розмах крил 10 метрів і довжину 5,67 метра. За формою він схожий на Selex ES Falco.
«Mohajer-6» має фіксоване триколісне шасі, яке зазнало змін з моменту презентації у 2017 році та масовим виробництвом у 2018 році, можливо, через збільшення ваги. Він злітає та приземляється на злітно-посадковій смузі.
Збиті у 2022 році в Україні та Іраку літальні апарати мали силові установки Rotax 912 — опозитні, 4-циліндрові двигуни виробництва австрійської компанії Rotax (постачання таких двигунів Ірану та Росії підпадало на той час під санкційні обмеження Євросоюзу).
«Mohajer-6» має спрямовану вперед фіксовану камеру для навігації та підвіс на підборідді для лазерного далекоміра та мультиспектрального тепловізора та електрооптичної камери видимого діапазону. «Mohajer-6» має три антени, дві на лівому крилі та одну на правому, і трубку Піто на носі.
«Mohajer-6» має два основних варіанти. Варіант A має дві точки підвіски, по одній під кожним крилом, кожна з яких може нести одну бомбу з ТВ/ІЧ-керуванням Qaem або одну ракету Almas. У той час, як варіант B має 4 точки підвіски, по 2 під кожним крилом та може нести ті самі типи боєприпасів. Він має систему автопілота, здатну здійснювати автоматичний зліт і посадку. Крім того, Іран описує його як БпЛА, що може бути оснащений засобами електронної підтримки, блокування зв'язку або корисним навантаженням для радіоелектронної боротьби.

## Продуктивність
«Mohajer-6» має максимальну злітну масу 600 кг, корисне навантаження 100 кг і дальність польоту 200 км. Він може досягати максимальної швидкості 200 км/год, перебувати у повітрі 12 годин і підіймається на висоту 5 486,4 м (18 000 футів).
Численні джерела стверджують, що хоча «Mohajer-6» розроблено компанією Qods Aviation, його виробляє давній конкурент Qods, Iran Aircraft Manufacturing Industrial Company (HESA). І Qods, і HESA є дочірніми компаніями іранської державної Організації аерокосмічної промисловості.

## Слабкі сторони
Виходячи з розмірів, БпЛА є достатньо помітним об'єктом для виявлення, що разом із малою крейсерською швидкістю (150 км/год) та висотою польоту робить його легкою мішенню для засобів ППО, включно з ПЗРК.
Метеорологічні умови, особливо низька хмарність й туман, також суттєво впливають на якість виконання бойових завдань щодо ведення розвідки та вогневого ураження. Крім того, як й інші іранські БпЛА, «Mohajer-6» не пристосований до використання в зимових умовах та немає системи захисту від обмерзання, через те, що використовувався лише в південних широтах.

## Бойове застосування
Повідомляється, що «Mohajer-6» використовувався проти салафістсько-джихадистської терористичної групи Джаіш аль-Адль, яка діє в південних регіонах Ірану. Є ознаки, що деякі «Mohajer-6» базуються на острові Кешм.
У липні 2019 року Іран застосував «Mohajer-6» проти бойовиків Партії вільного життя Курдистану.

### Російсько-українська війна
У середині липня 2022 року російська делегація відвідала Іран, де на авіабазі Кашан їм були представлені іранські БпЛА, зокрема, «Shahed 129», «Shahed 191» та інші.
На початку вересня 2022 року американські ЗМІ з посиланням на американську розвідку повідомили про надходження першої партії БпЛА з Ірану до Росії. Зокрема, були названі БпЛА типу «Mohajer-6» та літальні апарати сімейства Shahed.
23 вересня 2022 року зенітний підрозділ ПвК «Південь» вперше збив «Mohajer-6» у повітряному просторі України над морем. БпЛА був запущений ворогом для координації повітряної атаки на м. Одесу.
Того ж дня, 23 вересня 2022 року, Міністерство закордонних справ України повідомило тимчасовому повіреному в справах Ірану в Україні про рішення позбавити посла Ірану в Україні акредитації та суттєво скоротити кількість дипломатичного персоналу посольства через факти використання військами РФ зброї іранського виробництва.
Детальні фото даного БпЛА були поширені українськими військовими 3 жовтня 2022 року. На захопленому безпілотнику були авіабомби «Ghaem-5».
На думку українського уряду, постачання безпілотних літальних апаратів серій Mohajer і Shahed з Ірану до Росії порушує Резолюцію Ради Безпеки ООН 2231. Також дрони Mohajer виробляє компанія Qods Aviation, на яку поширюється положення Резолюції № 2231 про замороження активів. Тому 19 жовтня 2022 року Україна запросила експертів ООН для перевірки походження дронів-камікадзе.
Попри вжиті заходи на дипломатичному рівні, вже 6 жовтня 2022 року, згідно з повідомленням ПвК «Південь», БпЛА «Mohajer-6» був ліквідований в проміжок часу з 09.00 до 11.30, разом з двома БпЛА «Shahed-136» («Герань-2»), на підльоті з моря до Миколаївської області.
6 червня 2023 року, БпЛА «Mohajer-6» був збитий над тимчасово окупованою територією АР Крим вогнем окупантів, які прийняли власний БпЛА за «український».
2 вересня 2023 року, був збитий БпЛА «Mohejer-6» в Одеській області, попередньо до цього було помічено БпЛА «Mohajer-6» над островом Зміїний.
У травні 2024 року БпЛА «Mohajer-6» з бортовим номером ER-858, озброєний авіабомбами Ghaem-5, розбився у Курській області.

## Оператори
- Ефіопія[31]
- Іран:
  - Армія Ісламської Республіки Іран[en][32]
  - Сухопутні війська Корпусу вартових Ісламської революції[en][33]
  - Військово-морські сили Корпусу вартових Ісламської революції[en]:[34] Відомо, що 15 «Mohajer-6» перебувають на озброєнні[35]
  - Сухопутні війська армії Ісламської Республіки Іран[en][4]
- Ірак:
  - Загони народної мобілізації[36][37].
- Венесуела: У листопаді 2020 року повідомлялося, що передача технологій, ймовірно, була здійснена[38]. Повідомлялося, що венесуельський «Mohajer-6» був помічений у Каракасі того ж місяця[39]. Президент Ніколас Мадуро заявив, що у майбутньому країна зможе експортувати дрони венесуельського виробництва[40].
- Росія — прессекретар Білого дому Карін Жан-П'єр повідомила, що безпілотники «Mohajer-6», «Шахід-129» та «Шахід-191» були відправлені до Росії 19 серпня 2022 року[1]. Вашингтон пост стверджує, що ці БпЛА Росія буде використовувати у ході російського вторгнення в Україну[16]. Збиті підрозділами ЗС України БпЛА «Шахід» мали російське маркування «Герань-2».

## Виноски
1. ↑  Із невідомих причин більшість Mohajer-6s, представлених під час оголошення про масове виробництво в Ірані у 2018 році, не мали вузлів підвіски[5]